# Ichneumon helleni
Ichneumon helleni är en stekelart som beskrevs av Heinrich 1951. Ichneumon helleni ingår i släktet Ichneumon och familjen brokparasitsteklar. Inga underarter finns listade i Catalogue of Life.